# Heilige Anna en Maria
Heilige Anna en Maria is een standbeeld in de Nederlandse plaats Molenschot, in de provincie Noord-Brabant.

## Achtergrond
De verering van de heilige Anna, moeder van Maria, bereikte haar hoogtepunt in de vijftiende en zestiende eeuw. Zij werd aangeroepen door ongehuwden en kinderlozen. In Molenschot werd de Sint-Annakapel gebouwd, die in 1549 voor het eerst wordt vermeld. In de eerste helft van de 19e eeuw werd de kapel gerenoveerd. Na oprichting van de Broederschap van de Heilige Anna (1879) kwamen er jaarlijkse pelgrimages op gang. Rond 1890 werd het beeld van Anna en haar dochter bij de kapel geplaatst.

## Beschrijving
Het neogotisch beeld bestaat toont een vrouwenfiguur ten voeten uit, staande achter een kind. Beiden zijn gekleed in lange, omgorde hemden. Ze dragen daarover een mantel met kap. De linkerhand van de vrouw rust op de schouder van het kind en ze wijst met haar rechterhand op een schriftrol die door het meisje wordt vastgehouden.

## Waardering
Het beeld werd in 2002 als rijksmonument in het Monumentenregister opgenomen. "Het beeld is van cultuurhistorisch belang als voorbeeld van een geestelijke ontwikkeling. Het is van belang vanwege de stijl en de gaafheid. Tevens heeft het ensemblewaarde vanwege de locatie en in relatie tot de structurele en visuele gaafheid van de dorpse omgeving."